# Assemblée provinciale du Bas-Uele
Bureau définitif
Buta
L'Assemblée Provinciale du Bas-Uele est l'organe législatif de la province de Bas-Uele en République démocratique du Congo. Elle joue un rôle central dans la gestion des affaires provinciales et dans la représentation des intérêts des citoyens au niveau local.

## Historique
L’Assemblée provinciale du Bas-Uele a été instituée conformément à la Constitution de la République démocratique du Congo de 2006, qui établit une structure décentralisée de gouvernance. Elle a tenu sa première session en 2023 à la suite des premières élections provinciales dans le cadre de la réforme administrative visant à accroître l'autonomie des provinces,,,.

### Siège
Le siège de l’Assemblée provinciale du Bas-Uele est situé dans la ville de Buta, capitale de la province. Le bâtiment abritant l'assemblée est un édifice moderne, équipé pour faciliter les débats parlementaires et les travaux administratifs,.

## Corps et structure
L’Assemblée provinciale est composée de représentants élus lors des élections provinciales. Sa structure est organisée pour assurer une gouvernance efficace et une représentation équitable des différents territoires de la province,,.

### Membres
L’Assemblée provinciale du Bas-Uele compte 18 députés provinciaux, élus pour un mandat de cinq ans. Ces députés représentent les différentes circonscriptions de la province et sont chargés de défendre les intérêts de leurs électeurs,,.

### Bureau de l'assemblée
Le bureau de l'Assemblée provinciale est l'organe exécutif chargé de la coordination des activités parlementaires,. Il est composé d’un président,,,, d’un vice-président, d’un rapporteur et, dans certains cas, d’un rapporteur adjoint. Ces membres sont élus parmi les députés provinciaux.

### Commissions permanentes
L’Assemblée provinciale s’appuie sur plusieurs commissions permanentes pour étudier et examiner les projets de lois, ainsi que pour superviser les secteurs clés de la province. Parmi ces commissions figurent :
- La Commission des finances et du budget[19],[20],[21] ;
- La Commission des infrastructures et des travaux publics[22] ;
- La Commission de la santé, de l’éducation et des affaires sociales ;
- La Commission de l’agriculture, de l’environnement et du développement rural[23].

## Rôles et missions
L’Assemblée Provinciale de Bas-Uele a pour rôle principal de légiférer, contrôler l’exécutif provincial et représenter les citoyens,.

## Défis et enjeux
L’Assemblée Provinciale fait face à plusieurs défis, notamment :
- Le développement des infrastructures : Répondre au besoin urgent de routes, d’hôpitaux et d’écoles dans une province en pleine croissance.
- La gestion des ressources naturelles : Assurer une exploitation équitable et durable des richesses locales au bénéfice de la population.
- La cohésion sociale et la paix : Renforcer l'unité dans une province marquée par des diversités ethniques et culturelles.
- Le renforcement des capacités administratives : Améliorer la formation et les outils disponibles pour les membres et le personnel administratif de l’Assemblée.

L'Assemblée Provinciale de Bas-Uele s’efforce de relever ces défis pour promouvoir le développement durable et le bien-être de ses citoyens.